# Paideuma (Zeitschrift)
Paideuma. Mitteilungen zur Kulturkunde ist eine im Jahre 1938 von dem Kulturanthropologen Leo Frobenius (1873–1938) gegründete und mit Unterstützung der Frobenius-Gesellschaft (Deutsche Gesellschaft für Kulturmorphologie) herausgegebene ethnologische Fachzeitschrift. Sie gilt als eine der ältesten und renommiertesten ihres Faches im deutschsprachigen Raum. In der Zeitschrift wurden schwerpunktmäßig zunächst Aufsätze zur Geschichte und Ethnographie Afrikas veröffentlicht, später kam Ozeanien als Schwerpunkt hinzu. Nach Angaben des Frobenius-Instituts an der Johann Wolfgang Goethe-Universität Frankfurt am Main ist für die nächsten Jahre geplant, den geographischen Bezug auf Süd- und Zentralasien auszudehnen. Die Zeitschrift erscheint einmal im Jahr. Seit November 2018 erscheint sie im Dietrich Reimer Verlag. 
Der Titel enthält den von Frobenius eingeführten Begriff Paideuma, etwa „Kulturseele“, worunter er die spezifischen kulturellen Eigenheiten verstand, die jede Ethnie auszeichneten und durch welche die Ethnien untereinander verbunden sein könnten.